# George Woodford Thellusson

Wappen der Familie de Thellusson

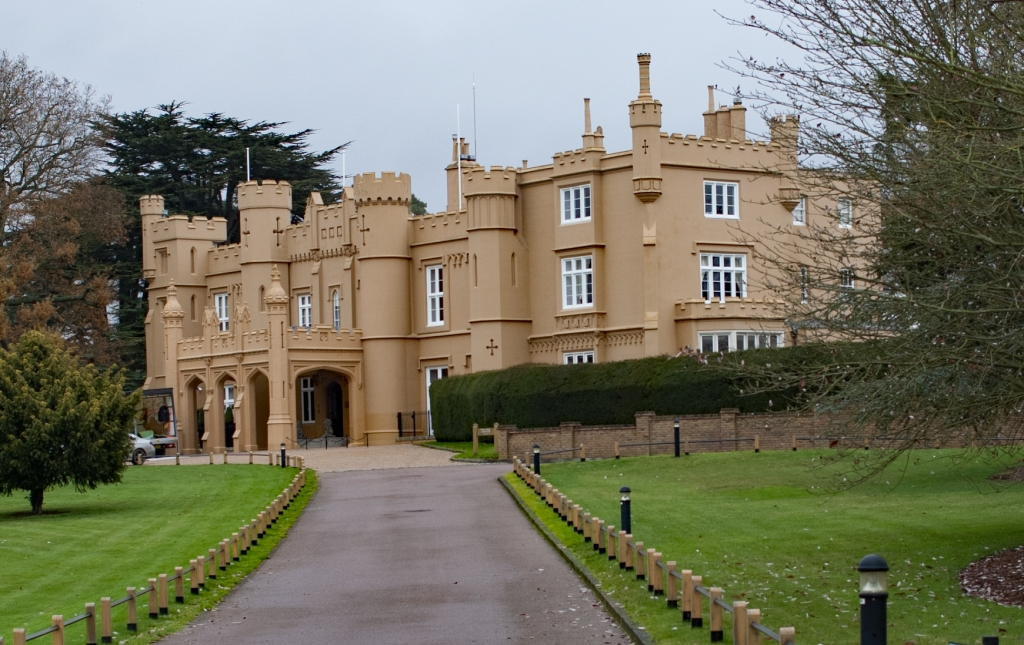
Wall Hall in Hertfordshire, England

George Woodford Thellusson (* 2. März 1764; † 30. Dezember 1811 in Rendlesham, Suffolk) war ein britischer Bankier und Politiker.

## Leben

### Wirtschaftliche Karriere
George Woodford Thellusson besuchte die Harrow School und das „Haileybury and Imperial Service College“. Er wurde dann Partner bei der Merchant Bank seines Vaters, „Peter Thellusson & Co.“. George Woodford Thellusson war der Letzte der drei Söhne von Peter Thellusson, der in der Bank aktiv war. Zudem nahm er seinen Neffen George Thellusson und William Mitchell als Partner in das Unternehmen auf, welches dann den Namen „Thellusson, Nephew & Co.“ trug. 1796 wurde er zu einem Direktor der Britischen Ostindien-Kompanie gewählt. Diesen Posten bekleidete er bis 1807. Thellusson war ebenfalls von 1803 bis zu seinem Tod 1811 Direktor der „Imperial Insurance Company“.
1799 kaufte Thellusson das Anwesen „Wall Hall“ in Aldenham (Hertfordshire). 1805 verkaufte er es weiter an die Treuhandgesellschaft, die sein Vater Peter Thellusson testamentarisch nach seinem Tod 1797 hatte errichten lassen (Siehe „Thellusson Act“).

### Politische Karriere
Bei den Parlamentswahlen 1796 kandidierte er im Wahlkreis Southwark und wurde am 28. Mai in das House of Commons gewählt. Am 11. November 1796 wurde Thellussons Wahl in das House of Commons auf Betreiben von George Tierney, Thellussons Hauptkonkurrent bei der vorangegangenen Parlamentswahl, für ungültig erklärt. Bei der Nachwahl am 22. November konnte er sich erneut gegen Tierney durchsetzen. Am 21. Dezember 1796 wurde er erneut seines Parlamentssitzes enthoben und Tierney nahm seinen Platz ein.
Bei den Parlamentswahlen 1802 kandidierte er zusammen mit seinem älteren Bruder Peter erfolglos im Wahlkreis Okehampton.  Diesen Posten bekleidete er bis zu seinem Tod. Von 1804 bis 1806 vertrat den Wahlkreis Tregony im House of Commons. 1807 wurde er für den Wahlkreis Barnstaple erneut in das Unterhaus gewählt. Diesem gehörte er nun bis zu seinem Tod am 30. Dezember 1811 an.

## Familie
George Woodford Thellusson wurde 1764 als zweiter Sohn des Bankiers und Kaufmanns Peter (Pierre de) Thellusson (1737–1797) und seiner Ehefrau Ann Woodford (1739–1805) geboren. Die Politiker Peter Isaac (1761–1808) und Charles Thellusson (1764–1811) waren seine Brüder. Der französisch-schweizerische Bankier Isaac de Thellusson (1690–1755) war sein Großvater. Am 30. April 1790 heiratete er Mary Anne Fonnereau, eine Tochter des Bankiers Philip Fonnereau. Aus der Ehe gingen zwei Töchter hervor:
- Marianna Thellusson († 1852), verstarb unverheiratet;
- Georgina Thellusson (ca. 1795– ca. 1862), verheiratet mit Henry Hoyle Oddie.